# Arne Henden
Arne Henden (Huron, 1950) è un astronomo statunitense.

## Biografia
Dopo il baccellierato in astrofisica nel 1972 e il master in fisica nel 1975, ottenuti entrambi all'Università del Nuovo Messico di Albuquerque, conseguì, all'Università dell'Indiana di Bloomington, un master in scienze nel 1978 e un dottorato in astronomia nel 1985.
Si trasferì quindi all'Università statale dell'Ohio per lavorare al Large Binocular Telescope. Nel 1992 passò alla stazione osservativa di Flagstaff dell'United States Naval Observatory. Nel 2004 fu nominato direttore dell'AAVSO.
Il Minor Planet Center lo accredita per la scoperta dell'asteroide 239046 Judysyd, effettuata il 25 febbraio 2006 in collaborazione con Stephen Levine.
Gli è stato dedicato l'asteroide 33529 Henden.